# Loggertsegel

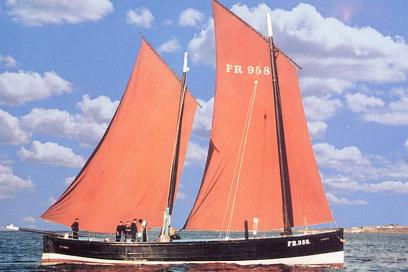
Båt med loggertsegel. Storseglet är stående och mesanseglet flygande.

Loggertsegel är ett fyrkantigt snedsegel med en snedställd rå längs seglets överkant. Seglet var mest i bruk i Västeuropa, i franska, engelska och skotska farvatten vid Engelska kanalen och Nordsjön. Det användes av såväl fiskare som smugglare, kapare och tullfartyg. Seglet var också vanligt på skeppsbåtar.
Seglet finns i två former: det kan vara flygande, med halsen för om masten, eller stående, med halsen vid masten. 
Loggertseglet påminner om gaffelseglet, men seglet och rån i dess överkant fortsätter en bit framför masten. Både spri- och loggertriggar är enkla och lättskötta och var därmed mycket populära bland fiskarbefolkningen längs de svenska kusterna.